# Göteborgs konstmuseum
Göteborgs konstmuseum je švédské muzeum umění ve městě Göteborg. Jeho budova se nachází na náměstí "Götaplatsen".

## Sbírky
Muzeum uchovává významnou sbírku severského umění pozdního 19. století. Mezi exponáty jsou zastoupeni svými díly PS Krøyer, Carl Larsson, Bruno Liljefors, Edvard Munch a Anders Zorn. Kromě toho muzeum vlastní také díla starého i současného umění (Monet, Picasso, Rembrandt).

## Architektura
Budova muzea byla postavena pro mezinárodní výstavu v roce 1923 architektem Sigfridem Ericsonem. Měla být připomínkou 300. výročí založení města. Vznikla v monumentálním neoklasicistním stylu. Tvoří impozantní závěr hlavní ulice města Kungsportsavenynu.

## Galerie

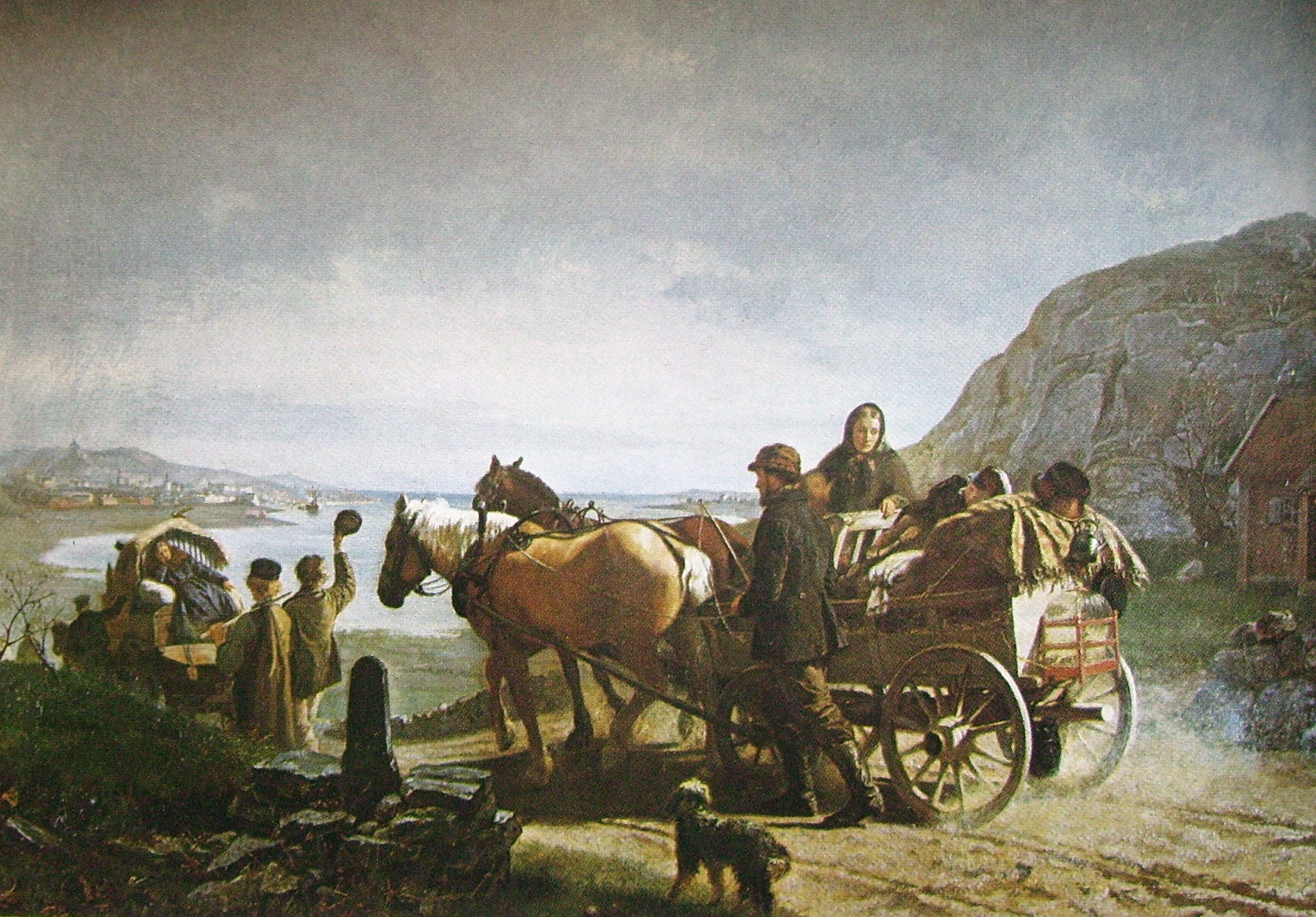
Emigrace (1872), Geskel Saloman
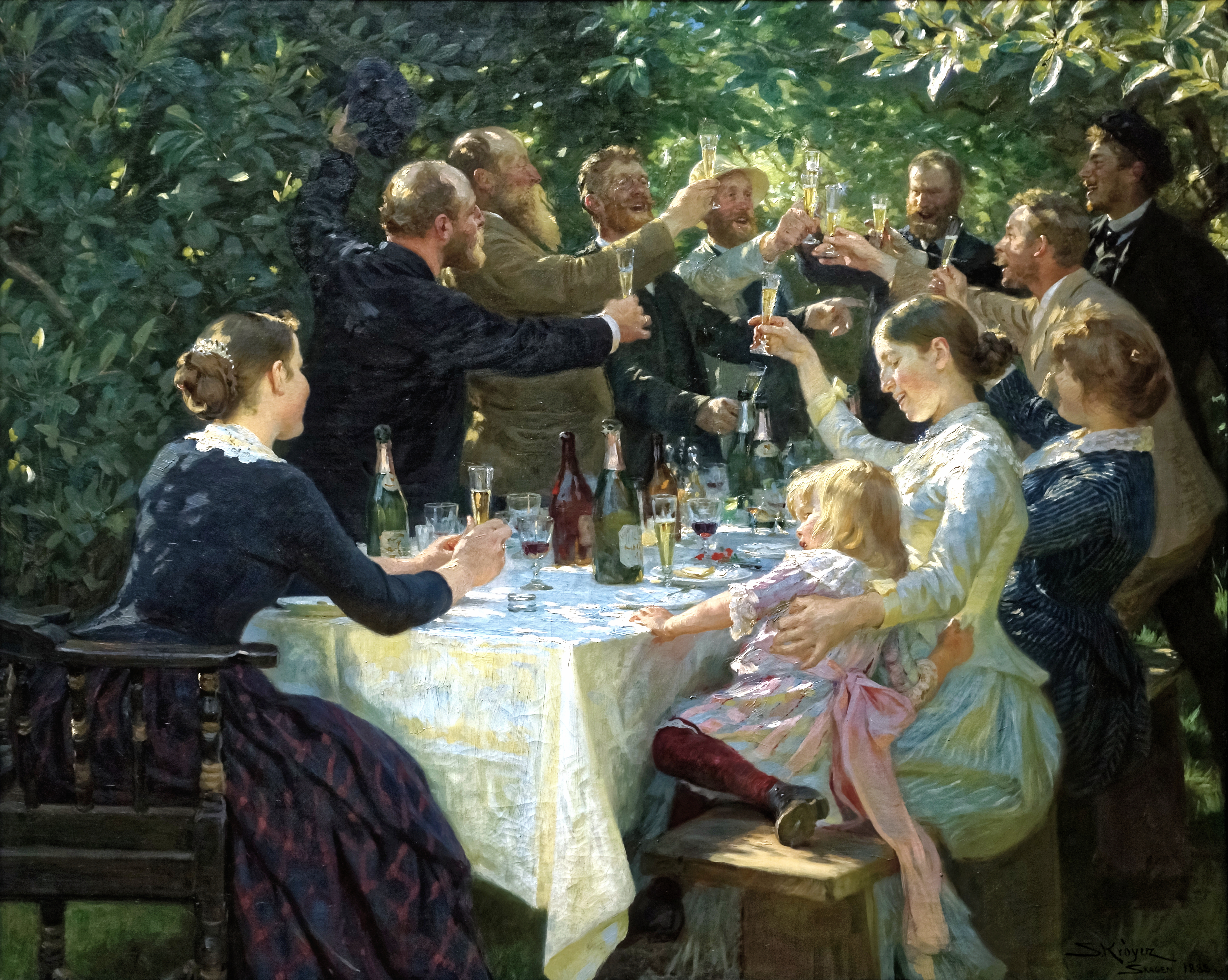
Hip, hip, hurra! Kunstnerfest på Skagen (1886), P.S. Krøyer
Ute (1888), Anders Zorn
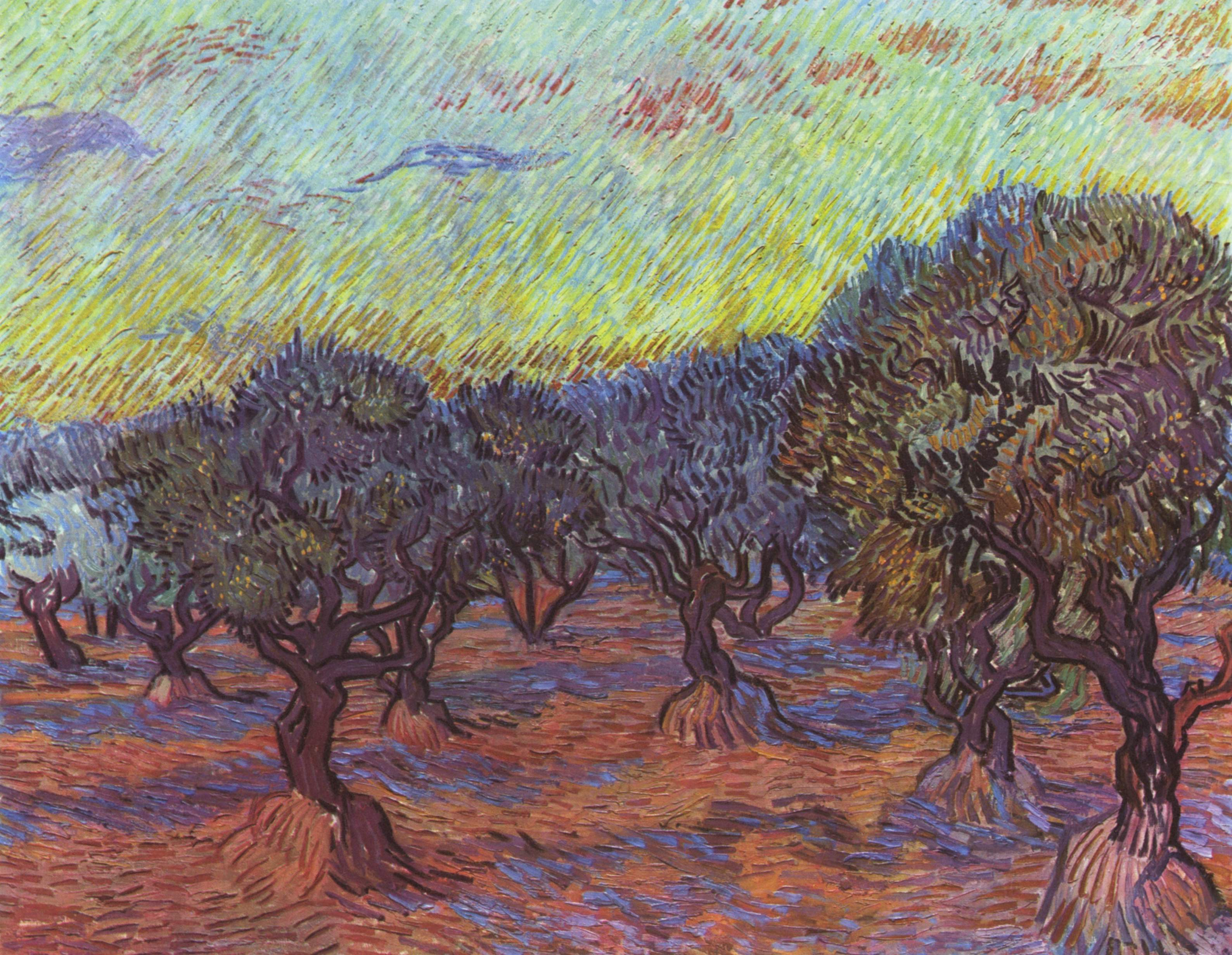
Olivový háj (1889), Vincent van Gogh,